# Pont de Llavorsí
El Pont de Llavorsí és una obra de Llavorsí (Pallars Sobirà) inclosa a l'Inventari del Patrimoni Arquitectònic de Catalunya.

## Descripció
Arc d'arrencada d'un pont, entrada a Llavorsí en l'antic camí, anterior al túnel i nou pont actuals. Passa per sobre del Noguera Pallaresa.

## Història
Llavorsí «en la confluència de los rios Noguera Pallaresa i Noguera de Cardós. Cruzándoles dos Puentes construidos en la población» (Madoz pàg.93).
«Se descubre el pueblo de Llavorsí entre montes horribles i antes de llegar se pasa UNA PLANCA, dejando a la derecha el camino que va Tirvia i los valles de Vallferrera, i Cardós» (Viajes, Zamora, pàg.184).